# Dīpāvalī
La Dīpāvalī (in sanscrito दीपावली; in telugu దీపావళి, Dīpāvali; in tamil தீபாவளி, Dhībhāvali, in kannada ದೀಪಾವಳಿ, Dīpāvali; in singalese ද්‍ර්‍පවාලි, Drpavāli), chiamata anche Divālī (in sanscrito दिवाली) è una delle più importanti feste indiane e si festeggia nel mese di ottobre o novembre. Simboleggia la vittoria del bene sul male ed è chiamata "festa delle luci": durante la festa si usa infatti accendere delle luci (candele o lampade tradizionali chiamate diya). In molte aree dell'India i festeggiamenti prevedono spettacoli pirotecnici.
La più popolare leggenda associata alla festa è quella che tratta del ritorno del re Rāma della città di Ayodhya dopo 14 anni di esilio in una foresta. Il popolo della città, al ritorno del re, accese file (avali) di lampade (dipa) in suo onore. Da qui il nome Dīpāvalī o più semplicemente Divālī.
I festeggiamenti per Divālī si protraggono per cinque giorni nel mese indù di ashwayuja che solitamente cade tra ottobre e novembre. Per induisti e giainisti è la celebrazione della vita e l'occasione per rinsaldare i legami con familiari e amici. Per i giainisti, inoltre, rappresenta l'inizio dell'anno.

## Sikhismo
La Divālī è festeggiata anche dalla popolazione di religione Sikh che festeggia il "Bandi Chor Diwas", lett. "giorno della liberazione". Questo giorno, infatti, cade nello stesso giorno del Divālī: nell'ottobre del 1619 Guru Hargobind Sahib Ji venne rilasciato dalla prigione di Gwalior in India, insieme ad altri 52 principi.
Il Bandi Chhor Divas è celebrato in modo simile al Divālī, con l'illuminazione di case e Gurdwaras, e prevede feste, regali e tempo per la famiglia. È un'importante celebrazione Sikh insieme a Vaisakhi, Maghi, Holi con Hola Mohalla e Gurpurab.

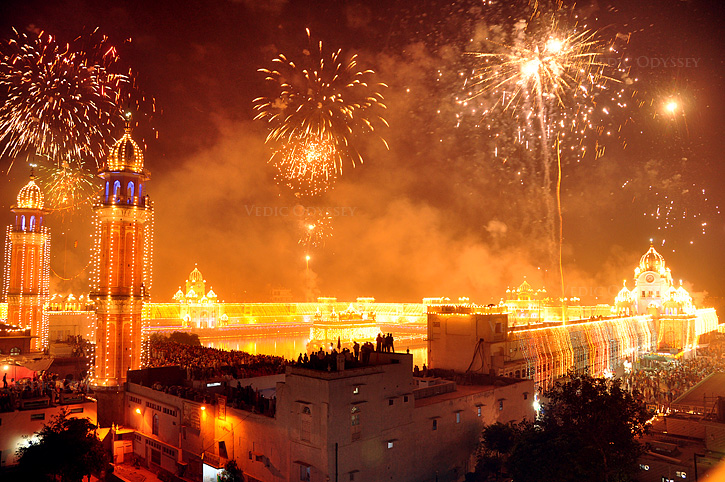
Celebrazioni al tempio d'oro di Amritsar.

Il padre di Guru Hargobind, Guru Arjan, fu arrestato per ordine dell'Imperatore Mughal Jahangir e gli fu chiesto di convertirsi all'Islam. Rifiutò e venne torturato e giustiziato nel 1606 DC. Questo evento è ricordato come un momento decisivo nella storia Sikh, come il martirio di Guru Arjan. Dopo l'esecuzione, Guru Hargobind succedette a suo padre come successivo Guru del Sikhismo. 

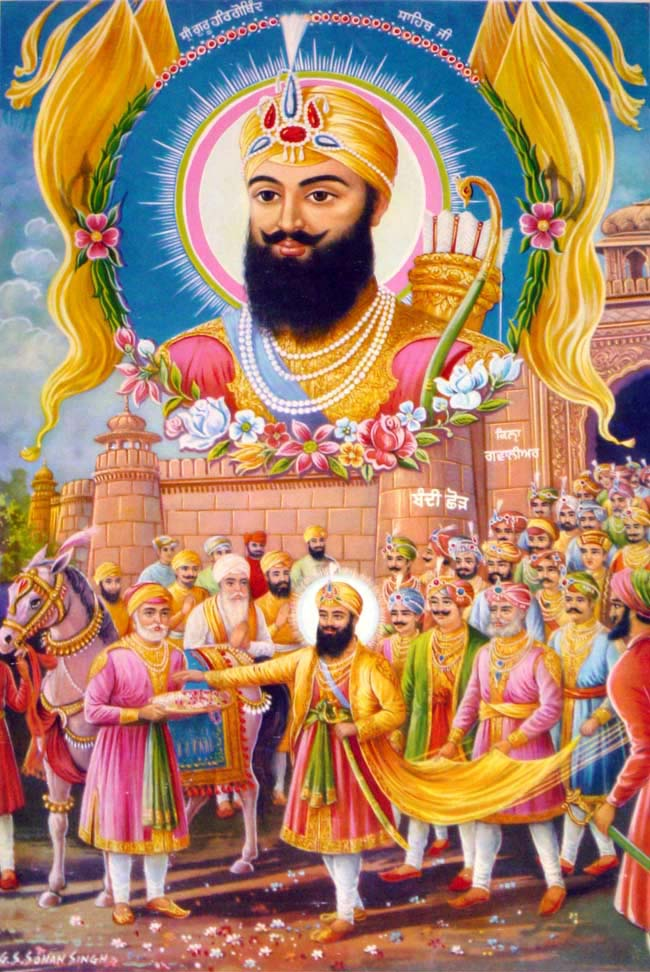
La liberazione.

Guru Hargobind, il 24 giugno 1606, all'età di 11 anni, fu incoronato come il sesto Guru Sikh. Alla cerimonia di successione, indossò due spade: una indicava la sua autorità spirituale (piri) e l'altra, la sua autorità temporale (miri). A causa dell'esecuzione di Guru Arjan da parte dell'Imperatore Mughal Jahangir, Guru Hargobind fin dall'inizio fu un avversario della dominazione Mughal, consigliando i Sikh di armarsi e combattere. La morte di suo padre per mano di Jahangir lo spinse a sottolineare la dimensione militare della comunità Sikh. 
L'imperatore Mughal in quel momento era Jahangir, che aveva grande rispetto per Guru Hargobind Sahib Ji. Tuttavia, un influente consigliere dell'Imperatore divenne geloso del guru. Quando l'imperatore si ammalò, il consigliere suggerì che l'unica cura era quella di mandare un grande uomo santo a pregare per lui al forte di Gwallior - e che era meglio chiedere del guru stesso.
Guru Hargobind Sahib Ji accettò. Una volta al forte, trovò molti principi indiani imprigionati, che vivevano in cattive condizioni. Con il passare del tempo, i Sikh si resero conto che il Guru non avrebbe potuto lasciare il forte e che era stato ingannato per andarci, diventando di fatto "prigioniero". Poco dopo, l'imperatore Jahangir si riprese dalla sua grave malattia e, quando gli fu chiesto di rilasciare il Guru, fu d'accordo.
A Guru Hargobind Sahib Ji fu detto che era libero di lasciare il forte. Tuttavia egli, pensando agli altri prima che a sé, dichiarò che non se ne sarebbe andato, a meno che tutti i 52 principi indiani non fossero liberati. L'imperatore non voleva liberare tutti i principi. Accettò però la richiesta del Guru, ma ad una condizione: solo chi riusciva a tenere il mantello del vestito di Guru Hargobind Sahib Ji sarebbe stato rilasciato.
Naturalmente l'imperatore aveva calcolato che in questo modo avrebbe liberato non più di quattro o cinque dei principi. Aveva però sottovalutato il Guru, il quale pensò rapidamente a una soluzione. Realizzò un mantello speciale, formato da 52 strisce di stoffa appese alla schiena. Tutti i principi, tenendosi su una di queste code, furono così in grado di andare dietro Guru Hargobind Sahib Ji ed uscire dal forte.
Dopo il viaggio di ritorno ad Amritsar, il Guru scoprì che i Sikh avevano illuminato Harmandir Sahib (Tempio d'oro) con migliaia di candele per celebrare il loro ritorno sicuro. Da allora la tradizione è portata avanti nel mondo.

## Galleria d'immagini

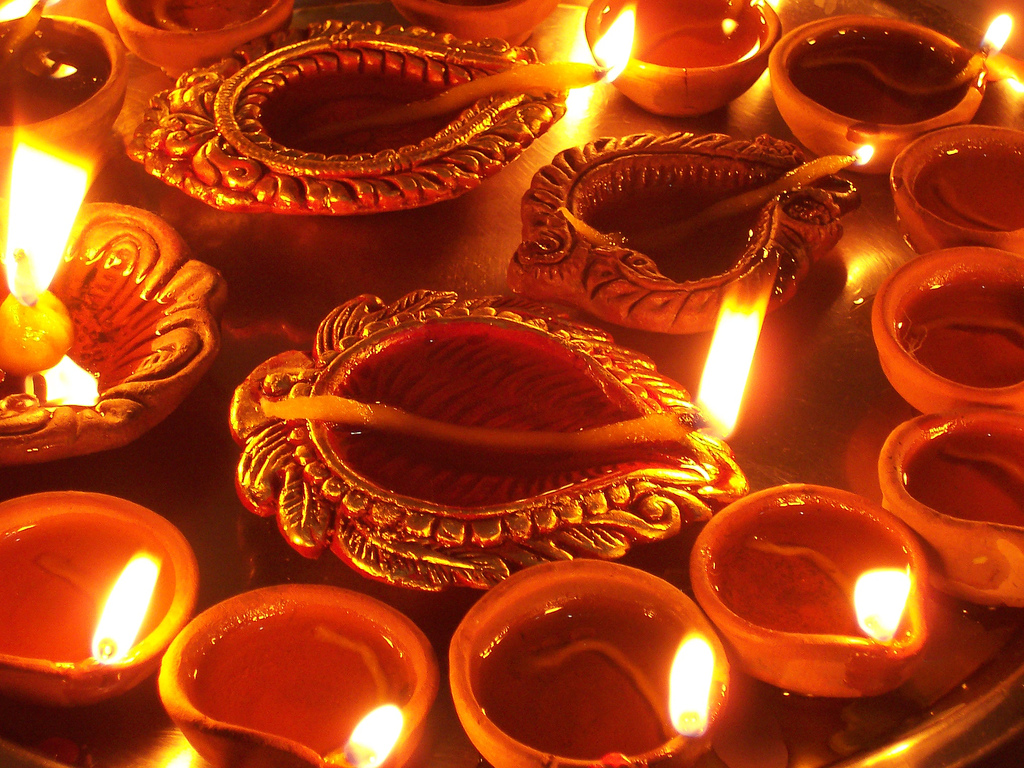
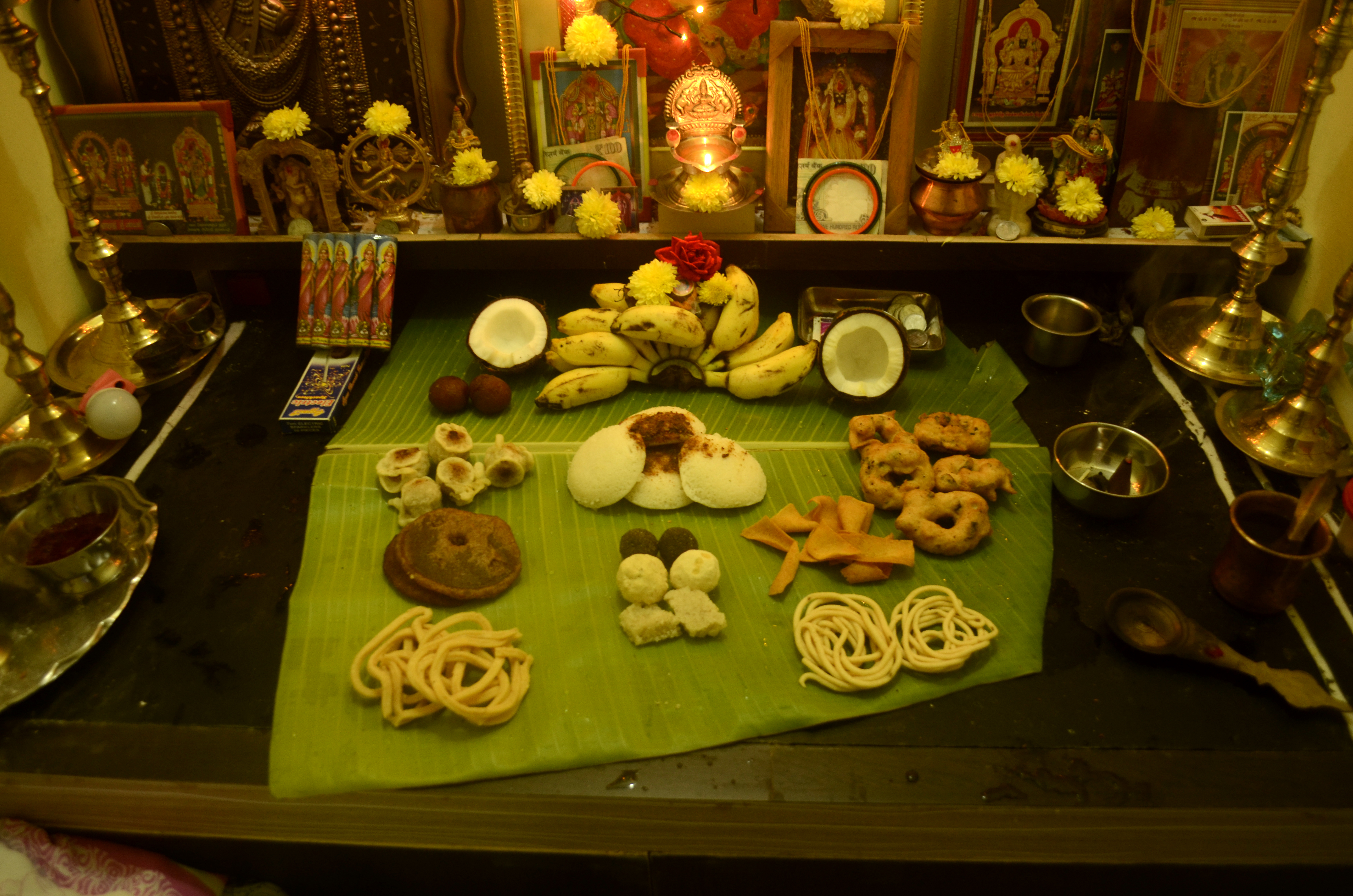
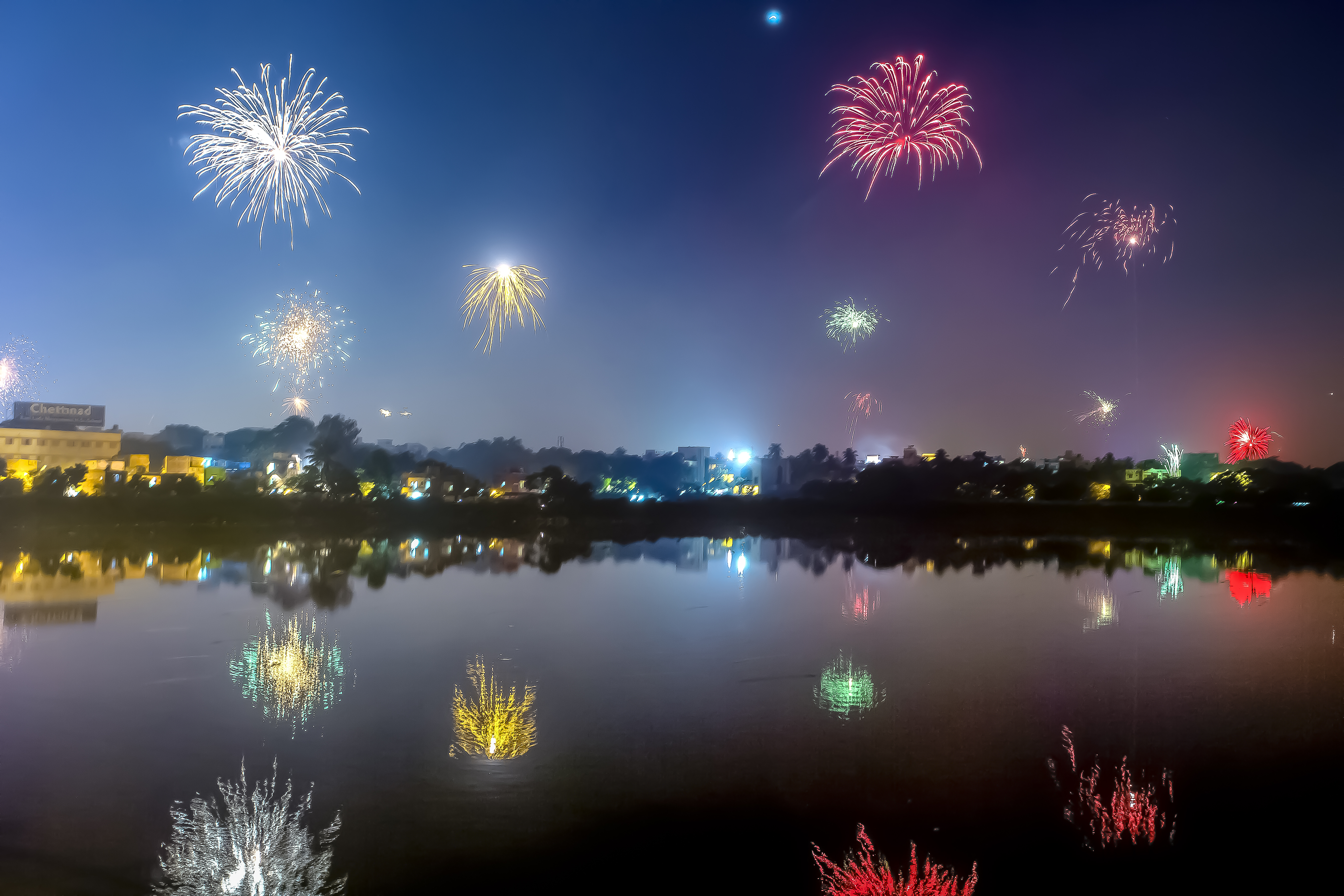
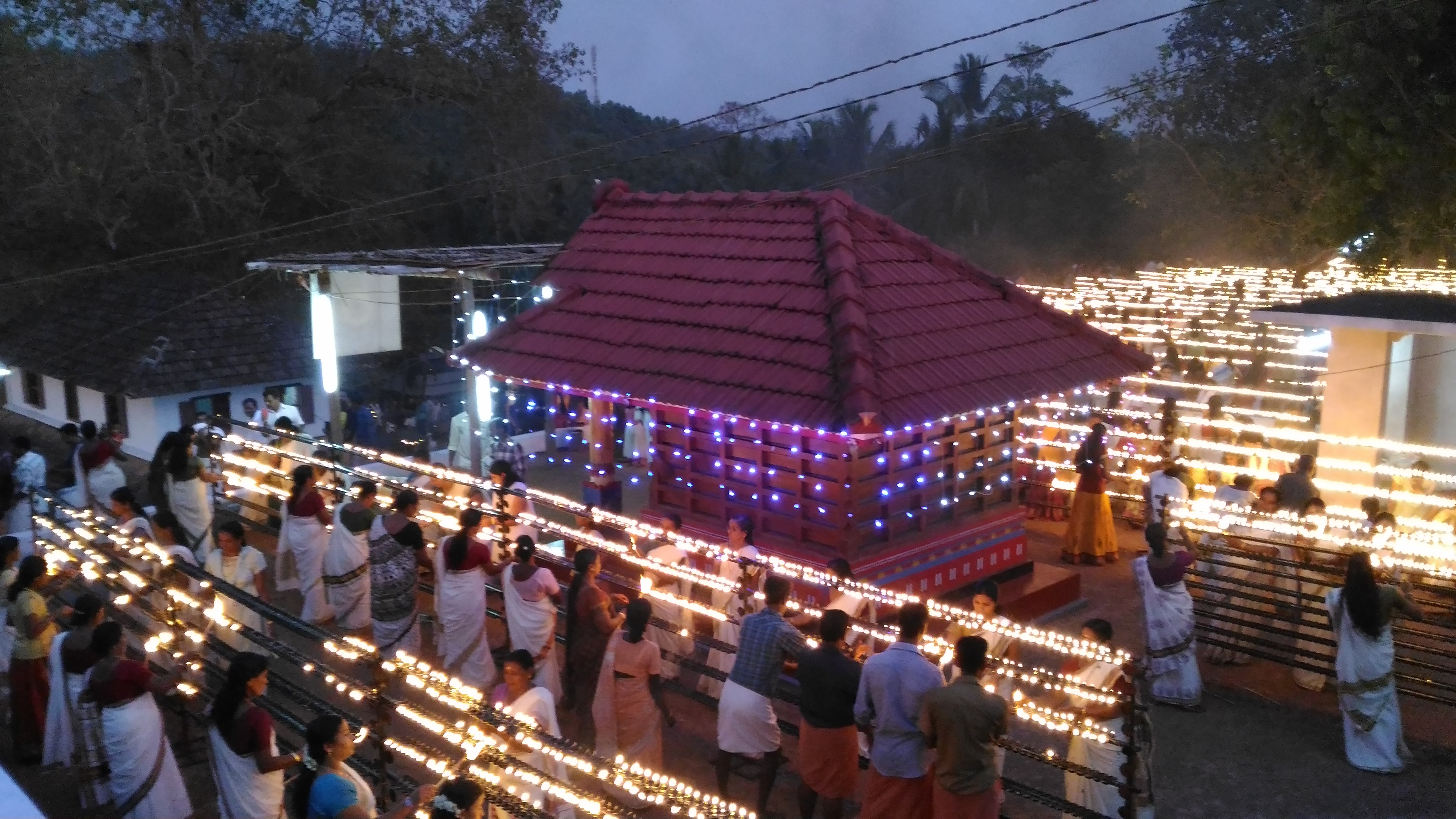
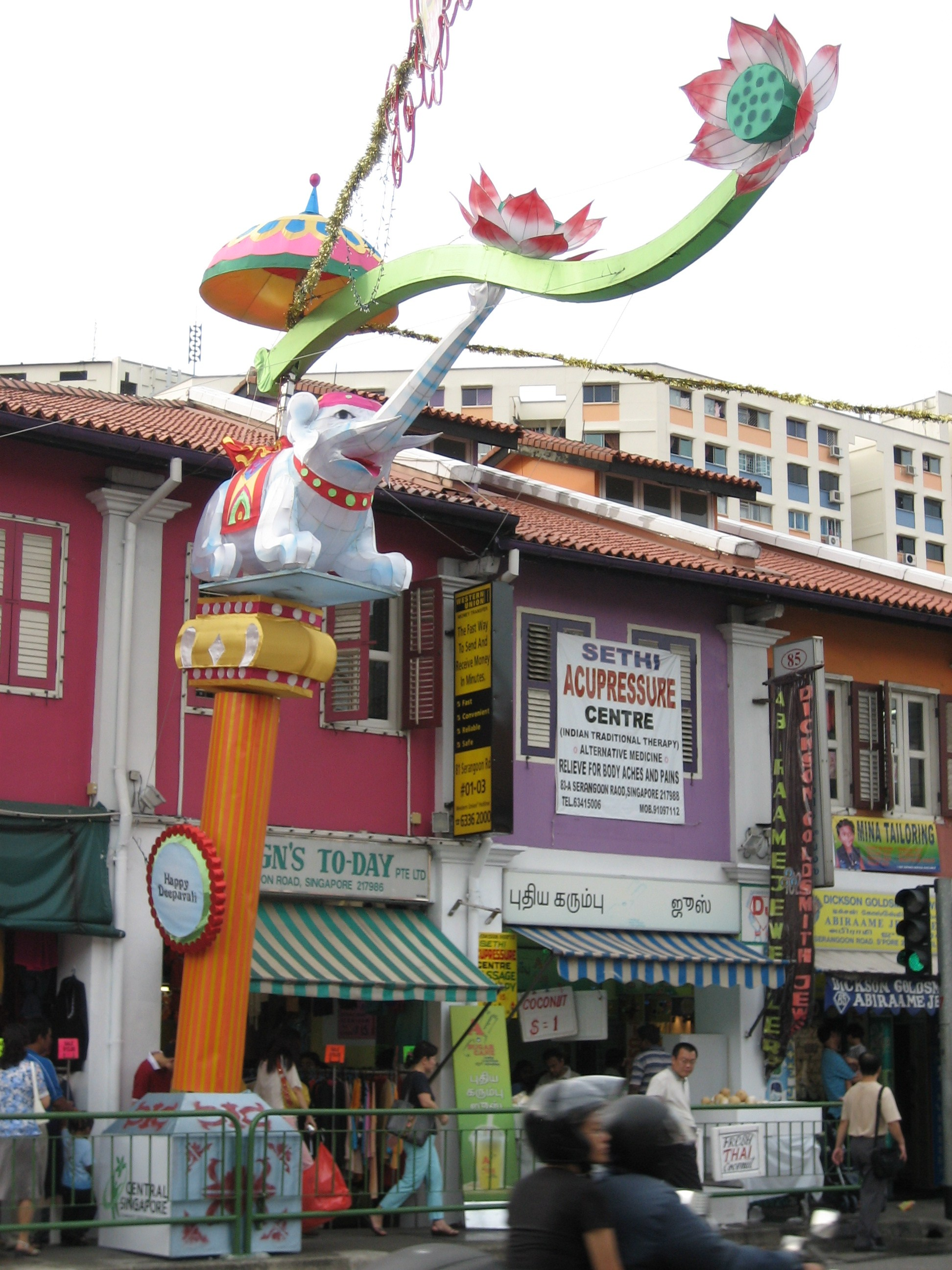